# ساو دومينغوس (ولاية سانتا كاتارينا)
ساو دومينغوس هي بلدية في ولاية سانتا كاتارينا في المنطقة الجنوبية من البرازيل.   